# Saul Newman
Saul Newman (ur. 22 marca 1972) – brytyjsko-australijski politolog, filozof oraz wykładowca. Znany szczególnie ze swojego wkładu w rozwój myśli postanarchistycznej.

## Życiorys
Studia licencjackie ukończył w 1993 na University of Sydney. Następnie w 1994 ukończył studia magisterskie na Uniwersytecie Nowej Południowej Walii, a w 1998 na tej samej uczelni obronił doktorat z nauk politycznych.
Saul Newman jest znany przede wszystkim ze swojego wkładu w rozwój teorii postanarchizmu. Termin „postanarchizm” przyjął jako ogólne określenie filozofii politycznych filtrujących XIX-wieczny anarchizm przez pryzmat poststrukturalizmu, a następnie spopularyzował go w swojej książce z 2001 From Bakunin to Lacan (pol. Od Bakunina do Lacana). W ten sposób odrzuca szereg koncepcji tradycyjnie kojarzonych z anarchizmem, w tym esencjalizm, „pozytywną” ludzką naturę i koncepcję rewolucji. Powiązania między poststrukturalizmem a anarchizmem rozwinęli również myśliciele tacy jak Todd May i Lewis Call.
Newman zajmuje się również analizą myśli Maxa Stirnera, autora książki Jedyny i jego własność. Uważa niemieckiego filozofa za kluczową postać w opracowaniu nowej radykalnej krytyki zachodniego społeczeństwa. Określa go proto-poststrukturalistą, który z jednej strony wyprzedza takich filozofów jak Michel Foucault, Jacques Lacan, Gillesa Deleuze'a i Jacques'a Derridy, ale z drugiej już ich przewyższa, udowadniając to czego oni nie mogli, mianowicie utwierdzając grunt pod „nieesencjalistyczną” krytykę obecnego liberalnego społeczeństwa kapitalistycznego. Interpretacja Stirnera przez Newmana zyskała pewien stopień uwagi, w tym poparcie Ernesto Laclau, który dostarczył przedmowę do From Bakunin to Lacan.

## Publikacje
- Ethnoregional Conflict in Democracies: Mostly Ballots, Rarely Bullets (1996)[5]
- From Bakunin to Lacan. Anti-Authoritarianism and the Dislocation of Power (2001)
- Power and Politics in Poststructuralist Thought: New Theories of the Political (2005)
- Unstable Universalities: Postmodernity and Radical Politics (2007)
- Politics Most Unusual: Violence, Sovereignty and Democracy in the 'War on Terror' (2009)
- The Politics of Post Anarchism (2010)
- Max Stirner (redakcja; 2011)
- Postanarchizm (2015; polskie wydanie 2022)
- Anarchism Today (redakcja razem z Carl Levy; 2013)
- Political Theology: a Critical Introduction (2018)